# Đình Xuyên
Đình Xuyên là một xã thuộc huyện Gia Lâm, thành phố Hà Nội, Việt Nam.

## Địa lý
Xã Đình Xuyên nằm ở vị trí trung tâm của cụm Bắc Đuống, huyện Gia Lâm, có vị trí địa lý:
- Phía đông giáp xã Ninh Hiệp và xã Yên Thường
- Phía tây giáp xã Dương Hà
- Phía nam giáp xã Phù Đổng
- Phía bắc giáp thị trấn Yên Viên.

Xã Đình Xuyên có diện tích 3,08 km², dân số năm 2022 là 11.613 người, mật độ dân số đạt 3.770 người/km².

## Hành chính
Xã Đình Xuyên được chia thành 5 thôn: 1, 2, 3, Tế Xuyên 1, Tế Xuyên 2 và tổ dân phố Yên Bình.

## Lịch sử
Trước đây, xã Đình Xuyên thuộc huyện Đông Ngàn, phủ Từ Sơn, trấn Kinh 
Bắc.
Dưới thời Hùng Vương, Đình Xuyên nằm trong bộ lạc Rồng của bộ Vũ Ninh.
Dưới thời nhà Trần, hai huyện Đông Ngàn và Tiên Du ra đời, Đình Xuyên nằm trong phủ Từ Sơn.
Đầu thế kỷ XIX, xã Đình Xuyên được chia thành xã Công Đình và xã Ninh Xuyên.
Năm 1888, đổi tên xã Ninh Xuyên thành xã Tế Xuyên.
Tháng 4 năm 1946, sáp nhập 2 xã Công Đình và Tế Xuyên thành xã Công Tế.
Tháng 8 năm 1949, hợp nhất 3 xã: Phù Ninh, Công Tế, Hạ Dương thành xã Năng Hạ.
Tháng 7 năm 1955, xã Năng Hạ được chia thành 3 xã: Ninh Hiệp, Đình Xuyên, Dương Hà thuộc huyện Từ Sơn, tỉnh Bắc Ninh.
Ngày 20 tháng 4 năm 1961, Quốc hội ban hành Nghị quyết về việc sáp nhập xã Đình Xuyên vào thành phố Hà Nội quản lý.
Ngày 31 tháng 5 năm 1961, Hội đồng Chính phủ ban hành 78-CP. Theo đó, xã Đình Xuyên thuộc huyện Gia Lâm, thành phố Hà Nội quản lý.
Ngày 9 tháng 12 năm 2020, HĐND TP. Hà Nội ban hành Nghị quyết số 30/NQ-HĐND về việc:
- Sáp nhập Thôn 2 vào Thôn 1.
- Thành lập Thôn 2 trên cơ sở Thôn 3 và Thôn 4.
- Thành lập Thôn 3 trên cơ sở Thôn 5 và Thôn 6.

Thôn 1 , thôn 2, thôn 3 là 3 thôn thuộc làng Công Đình
- Thành lập Thôn Tế Xuyên 1 trên cơ sở một phần Thôn 7 và Thôn 9.
- Thành lập Thôn Tế Xuyên 2 trên cơ sở Thôn 8 và một phần còn lại của Thôn 7, Thôn 9.
- Thành lập TDP Yên Bình trên cơ sở TDP Hòa Bình và TDP Yên Bắc.

## Văn hóa

### Làng Công Đình
Trước kia có tên là tùng đình ấp năm 1590 để tránh phạm huý chúa Trịnh tùng dân làng đã cải tên tùng đình thành công đình cho đến ngày nay. Làng Công Đình có đền thờ thần Cây Gạo, tương truyền xưa Đinh Bộ Lĩnh bị giặc đuổi đến bờ sông thì gặp cây gạo bất ngờ đổ xuống thành một cái cầu bắc ngang sông vì thế nhà vua thoát nạn. Cảm ơn cây thần đã giúp đỡ, vua ban chiếu cho dân lập đền thờ và sắc phong thần là Cây Gạo đại vương, cho dân làng thờ làm thành hoàng làng.
Đình làng Công Đình thờ Tả Phù, người làng Phù Ninh, có tài chăn ngựa,có lần ngài vào đền trúc lâm làm lễ mong thánh phủ hộ đánh giắc  sau này làm thám tử lập công giúp vua thắng giặc Chúa Bầu nên được phong thưởng, ngài đã cho xây dựng đình làng vào năm 1664. Khi ông mất, dân làng Công Đình tôn làm hậu thần cho thờ tại đình .
Miếu thờ Đại vương Nguyễn Nộn, người gốc làng Gióng (Phù Đổng). Ông từng bắt được vàng nhưng không nộp nên bị truy bắt. Nguyễn Nộn trốn đi rồi tụ quân nổi dậy vào những năm cuối cùng của triều Lý,với danh nghĩa phù lý dẹp trần   chiếm giữ cả vùng Bắc Giang. Đầu thời Trần, thế lực ông mạnh, vua phải phong tước vương và gả công chúa cho. Ngài mất vào ngày tháng 3 có nhật thực ( nhằm ngà 1 tháng 3 năm 1229) . Ngài được sắc phong là Hoài đạo vũ hiệu đại vương ( Hoài Đạo Vương). Trong đền còn lưu giữ được 7 đạo sắc phong.
```
Làng công đình nổi tiếng với nghề nấu rượu và làm diêm truyền thống .
```

### Làng Tế Xuyên
Thôn Tế Xuyên có lễ hội truyền thống diễn ra vào ngày 9 - 11 tháng 2 âm lịch hàng năm. Lễ hội tưởng nhớ công ơn của thành hoàng làng, Tướng Đỗ Trung, một tướng người Chăm có công đánh giặc Chà Hòa đời Trần. Đình Tế Xuyên được gọi là Kinh Bắc Hoàng Cung, đây là nơi duy nhất tại Bắc Bộ thờ một danh tướng người Chăm. Trong lễ hội ngoài các nghi lễ truyền thống còn có các trò chơi dân gian khác.
Đình, miếu Tế Xuyên còn gọi là Ninh Xuyên theo tên làng xưa, lại có tên “Kinh Bắc hành cung”. Thời Nguyễn, xã Đình Xuyên nằm trong tổng Hạ Dương, huyện Đông Ngàn, thuộc về phủ Từ Sơn, xứ Kinh Bắc. Đến năm 1961 theo quyết định của Chính phủ VNDCCH, xã Đình Xuyên cùng các xã Yên Thường, Phù Đổng, Ninh Hiệp, Trung Mầu, Dương Hà và thị trấn Yên Viên vốn thuộc hai huyện Từ Sơn, Tiên Du (tỉnh Bắc Ninh) mới đổi về huyện Gia Lâm, Thành phố Hà Nội.
Cụm di tích này được Bộ Văn hóa và Thông tin công nhận là Di tích kiến trúc nghệ thuật quốc gia vào ngày ngày 23 tháng 6 năm 1992.